# Anggisu Barbosa
Anggisu Barbosa é um futebolista timorense. Atualmente, atua como atacante da Seleção Timorense de Futebol.